# Frank Riseley
Frank Lorymer Riseley, né le 6 juillet 1877 à Clifton et mort le 6 février 1959 à Torquay, est un joueur de tennis britannique.
Il remporta le tournoi de Wimbledon en double à deux reprises en 1902 et 1906 (finaliste en 1903, 1904 et 1905). Il parvint trois fois de suite en finale du simple dans le même tournoi en 1903, 1904 et 1906, à chaque fois battu par Hugh Lawrence Doherty. Il gagne la Coupe Davis en 1904.